# Nijolė Ambrazaitytė

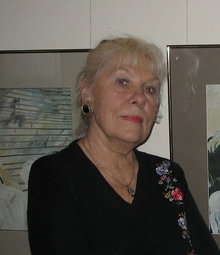
Nijolė Ambrazaitytė (2008)

Nijolė Ambrazaitytė (*  21. Februar 1939 in  Burokai bei Kalvarija, Rajongemeinde Lazdijai; † 27. November 2016) war eine litauische Sängerin und  konservative Politikerin.

## Leben
Ihre Eltern emigrierten nach Deutschland und danach nach Kanada.
1948 wurde ihre Familie (Nijolė mit ihren Großeltern und Verwandten) aus dem Bahnhof Viduklė nach Igarka (Sibirien) deportiert. Ab 1955 lebte sie in Maklakova (Krasnojarsk). 1956 kam sie nach Litauen und lebte in Raseiniai.
Nach dem Abitur 1959 absolvierte sie das Studium als Sängerin am Lietuvos konservatorija. Danach arbeitete sie beim Operos ir baleto teatras als Mezzosopran. Ab 1979 lehrte sie bei Lietuvos konservatorija und wurde Dozentin.
Von 1990 bis 2000 war sie Mitglied im Seimas.
1992 wurde sie in Lazdynai zum Parlament ausgewählt. Sie arbeitete im Umweltausschuss.
Sie war Mitglied der Tėvynės sąjunga.